# Cantareli
Antônio Luís Cantareli, mais conhecido apenas como Cantareli (Além Paraíba, 26 de setembro de 1953), é um ex-futebolista brasileiro que atuava como goleiro.
Defendeu o Flamengo durante praticamente toda sua carreira, tendo também uma rápida passagem pelo Náutico em 1983. Em 2013 foi auxiliar técnico do Flamengo, tendo assumido a função após a efetivação de Jayme de Almeida como treinador. Revelado na base do Rubro-Negro, fez parte de um time de juvenis que contava, entre outros, com Zico, Rondinelli, Jayme de Almeida e Vanderlei Luxemburgo, que junto com Cantareli, seriam todos promovidos, à exceção de Zico que subiu em 1972, ao elenco profissional do Flamengo no ano de 1973.

## Carreira
Foi um importante jogador do Flamengo de 1973 a 1989. Defendeu o gol rubro-negro por 557 vezes e sempre foi um líder nos elencos. É o goleiro que mais atuou pelo clube.
Após encerrar sua carreira, foi durante muitos anos o treinador de goleiros do Flamengo. Exercendo esta função, também trabalhou no Kashima Antlers, Corinthians e Palmeiras. Posteriormente, aceitou o convite de seu velho amigo Zico e foi integrar a equipe técnica da Seleção Japonesa que viajou até a Alemanha para disputar a Copa do Mundo de 2006.
No ano seguinte, Cantareli seguiu trabalhando com Zico no Fenerbahçe, da Turquia. Após ir para o Palmeiras junto com Vanderlei Luxemburgo no início de 2008, Cantareli acertou sua rescisão com o clube e deixou o cargo de preparador de goleiros. Em 2010 foi contratado pelo Flamengo para ser o preparador de goleiros do clube. Permaneceu na função até setembro de 2013, quando o auxiliar Jayme de Almeida foi efetivado e Cantarelli passou a ser o auxiliar técnico após a demissão de Mano Menezes.

## Estatísticas
Atualizadas até 6 de fevereiro de 1990.

### Clubes
| Clube             | Temporada         | Campeonato nacional | Campeonato nacional | Campeonato nacional | Copa nacional[a] | Copa nacional[a] | Copa nacional[a] | Competições continentais[b] | Competições continentais[b] | Competições continentais[b] | Outros torneios[c] | Outros torneios[c] | Outros torneios[c] | Total | Total | Total   |
| Clube             | Temporada         | Jogos               | Gols                | Assist.             | Jogos            | Gols             | Assist.          | Jogos                       | Gols                        | Assist.                     | Jogos              | Gols               | Assist.            | Jogos | Gols  | Assist. |
| ----------------- | ----------------- | ------------------- | ------------------- | ------------------- | ---------------- | ---------------- | ---------------- | --------------------------- | --------------------------- | --------------------------- | ------------------ | ------------------ | ------------------ | ----- | ----- | ------- |
| Flamengo          | 1973              | 0                   | 0                   | 0                   | —                | —                | —                | —                           | —                           | —                           | 0                  | 0                  | 0                  | 1     | 0     | 0       |
| Flamengo          | 1974              | 0                   | 0                   | 0                   | —                | —                | —                | —                           | —                           | —                           | 0                  | 0                  | 0                  | 35    | 0     | 0       |
| Flamengo          | 1975              | 0                   | 0                   | 0                   | —                | —                | —                | —                           | —                           | —                           | 0                  | 0                  | 0                  | 52    | 0     | 0       |
| Flamengo          | 1976              | 0                   | 0                   | 0                   | —                | —                | —                | —                           | —                           | —                           | 0                  | 0                  | 0                  | 75    | 0     | 0       |
| Flamengo          | 1977              | 0                   | 0                   | 0                   | —                | —                | —                | —                           | —                           | —                           | 0                  | 0                  | 0                  | 50    | 0     | 0       |
| Flamengo          | 1978              | 0                   | 0                   | 0                   | —                | —                | —                | —                           | —                           | —                           | 0                  | 0                  | 0                  | 55    | 0     | 0       |
| Flamengo          | 1979              | 0                   | 0                   | 0                   | —                | —                | —                | —                           | —                           | —                           | 0                  | 0                  | 0                  | 75    | 0     | 0       |
| Flamengo          | 1980              | 0                   | 0                   | 0                   | —                | —                | —                | —                           | —                           | —                           | 0                  | 0                  | 0                  | 19    | 0     | 0       |
| Flamengo          | 1981              | 0                   | 0                   | 0                   | —                | —                | —                | 4                           | 0                           | 0                           | 0                  | 0                  | 0                  | 22    | 0     | 0       |
| Flamengo          | 1982              | 0                   | 0                   | 0                   | —                | —                | —                | 0                           | 0                           | 0                           | 0                  | 0                  | 0                  | 36    | 0     | 0       |
| Flamengo          | 1983              | 0                   | 0                   | 0                   | —                | —                | —                | 0                           | 0                           | 0                           | 0                  | 0                  | 0                  | 1     | 0     | 0       |
| Flamengo          | Total             | 0                   | 0                   | 0                   | 0                | 0                | 0                | 0                           | 0                           | 0                           | 0                  | 0                  | 0                  | 422   | 0     | 0       |
| Náutico           | 1983              | 0                   | 0                   | 0                   | —                | —                | —                | —                           | —                           | —                           | 0                  | 0                  | 0                  | 0     | 0     | 0       |
| Náutico           | Total             | 0                   | 0                   | 0                   | 0                | 0                | 0                | 0                           | 0                           | 0                           | 0                  | 0                  | 0                  | 0     | 0     | 0       |
| Flamengo          | 1984              | 0                   | 0                   | 0                   | —                | —                | —                | —                           | —                           | —                           | 0                  | 0                  | 0                  | 3     | 0     | 0       |
| Flamengo          | 1985              | 0                   | 0                   | 0                   | —                | —                | —                | —                           | —                           | —                           | 0                  | 0                  | 0                  | 54    | 0     | 0       |
| Flamengo          | 1986              | 0                   | 0                   | 0                   | —                | —                | —                | —                           | —                           | —                           | 0                  | 0                  | 0                  | 13    | 0     | 0       |
| Flamengo          | 1987              | 0                   | 0                   | 0                   | —                | —                | —                | —                           | —                           | —                           | 0                  | 0                  | 0                  | 26    | 0     | 0       |
| Flamengo          | 1988              | 0                   | 0                   | 0                   | —                | —                | —                | —                           | —                           | —                           | 0                  | 0                  | 0                  | 23    | 0     | 0       |
| Flamengo          | 1989              | 0                   | 0                   | 0                   | —                | —                | —                | —                           | —                           | —                           | 0                  | 0                  | 0                  | 15    | 0     | 0       |
| Flamengo          | 1990              | 0                   | 0                   | 0                   | —                | —                | —                | —                           | —                           | —                           | 0                  | 0                  | 0                  | 1     | 0     | 0       |
| Flamengo          | Total             | 0                   | 0                   | 0                   | 0                | 0                | 0                | 0                           | 0                           | 0                           | 0                  | 0                  | 0                  | 135   | 0     | 0       |
| Total na carreira | Total na carreira | 0                   | 0                   | 0                   | 0                | 0                | 0                | 0                           | 0                           | 0                           | 0                  | 0                  | 0                  | 557   | 0     | 0       |

- a. ^ Jogos da Copa do Brasil
- b. ^ Jogos da Copa Libertadores da América
- c. ^ Jogos do Campeonato Carioca e Amistoso

|          | Data                  | Local                            | Resultado | Adversário        | Gols | Assist. | Competição                           |
| -------- | --------------------- | -------------------------------- | --------- | ----------------- | ---- | ------- | ------------------------------------ |
| Flamengo |                       |                                  |           |                   |      |         |                                      |
|          | 3 de julho de 1981    | Mineirão, Belo Horizonte, Brasil | 2–2       | Atlético Mineiro  | 0    | 0       | Copa Libertadores da América de 1981 |
|          | 14 de julho de 1981   | Maracanã, Rio de Janeiro, Brasil | 5–2       | Cerro Porteño     | 0    | 0       | Copa Libertadores da América de 1981 |
|          | 24 de julho de 1981   | Maracanã, Rio de Janeiro, Brasil | 1–1       | Olimpia           | 0    | 0       | Copa Libertadores da América de 1981 |
|          | 28 de outubro de 1981 | Maracanã, Rio de Janeiro, Brasil | 4–1       | Jorge Wilstermann | 0    | 0       | Copa Libertadores da América de 1981 |

### Seleção Brasileira
Abaixo estão listados todos jogos e gols do futebolista pela Seleção Brasileira. Abaixo da tabela, clique em expandir para ver a lista detalhada dos jogos de acordo com a categoria selecionada.
Seleção principal
| Ano   |       |      |         |       |
| Ano   | Jogos | Gols | Assist. | Média |
| ----- | ----- | ---- | ------- | ----- |
| 1976  | 1     | 0    | 0       | 0     |
| Total | 1     | 0    | 0       | 0     |

|    | Data               | Local                            | Resultado | Adversário     | Gols | Assist. | Competição |
| -- | ------------------ | -------------------------------- | --------- | -------------- | ---- | ------- | ---------- |
| 1. | 6 de junho de 1976 | Maracanã, Rio de Janeiro, Brasil | 1–1       | Resto do Mundo | 0    | 0       | Amistoso   |

## Títulos
Flamengo
- Campeonato Carioca: 1974, 1978, 1979, 1979 (especial), 1981 e 1986
- Taça Guanabara: 1978, 1979, 1980, 1981, 1982, 1984, 1988 e 1989
- Taça Rio: 1978, 1983, 1985 e 1986
- Campeonato Brasileiro: 1980, 1982 e 1983
- Copa União (Módulo Verde): 1987
- Copa Libertadores da América: 1981
- Copa Intercontinental: 1981